# Augusto Brandt
Augusto Brandt ( nacido el 1892 en Puerto Cabello –  fallece el 1942 en Caracas) fue un compositor y violinista venezolano. 

## Primeros años de vida
Hijo de inmigrantes alemanes, y hermano menor del escritor Carlos Brandt, recibió lecciones de piano con Ana Jhan Wittestone cuando era niño, y compuso sus primeras piezas a los seis años. A partir de 1903 estudió violín en Caracas. En el teatro municipal de su ciudad, en 1910, compuso una marcha triunfal por el centenario de la independencia de Venezuela.

## Carrera
Con una beca de 60 bolívares del funcionario López Bello (del gobierno local de Puerto Cabello), el 23 de diciembre de 1909 partió a Bélgica . Allí fue alumno de César Thomson en el Conservatorio de Bruselas, donde se graduó con el primer premio en violín. Luego vivió en la ciudad de Nueva York, donde fue primer violinista de la orquesta del Paramount Theatre . Posteriormente, integró la orquesta de la emisora de radio WOR . Aquí trabajó inicialmente como primer violinista y más tarde como violinista solista y director de orquesta.

## Vida posterior
Tras la muerte del dictador Juan Vicente Gómez, Brandt regresó a Venezuela, donde él y su hermano Carlos Brandt, ganaron prestigio por su compromiso con los derechos humanos.

## Obras
- Jesús aplaca la tormenta, 1898
- Marcha Triunfal, 1910
- Joropo en Concierto - para violín
- Preludio para piano en fa menor
- Himno Panamericano, 1934
- Marcha Solemne
- Bolívar en el Panteón
- Dulce Ensueño
- Recuerdos de mi Tierra, vals
- Canción de Cuna, vals
- Tu partida, vals
- nocturno, vals
- Desfile Militar, marcha
- Himno Bolivariano
- Súplica, vals
- El adiós de las gaviotas, vals
- Besos en mis sueños, vals
- Adiós a las Gaviotas, Sonata-Fantasia - para piano